# Pop glasba
Pop glasba je zvrst popularne glasbe, ki je v svoji moderni obliki nastala sredi petdesetih let 20. stoletja v ZDA in Združenem kraljestvu. Izraza 'popularna glasba' in 'pop glasba' se pogosto uporabljata izmenično, čeprav prvi opisuje vso glasbo, ki je popularna in vključuje veliko različnih stilov. V petdesetih in šestdesetih letih 20. stoletja je pop glasba zajela rokenrol in stile, usmerjene v mlade, na katere je vplival. Rock in pop glasba sta ostala približno sinonima do poznih šestdesetih let dvajsetega stoletja, nato pa se je pop povezal z glasbo, ki je bila bolj komercialna, minljiva in dostopna. 
Pop glasba lahko vključuje elemente rocka, hip hopa, reggaea, plesne glasbe, R&B, jazza, elektronske glasbe in druge zvrsti.